# Reaper

## História
Produzido pela ABC Television Studios e The Mark Gordon Company, Reaper estreou em 25 de setembro de 2007 nos os E.U.A, na terça-feira à noite em 8:00 / 7:00 no canal CW. A série teve 18 episódeos, com 13 episódios de pré-greve e 5 de pós-greve. 
Reaper parou de apresentar novos episódios depois do décimo, devido à grande greve na indústria-Writers Guild. foram retomado novos episódios de pré-greve durante três semanas, às quintas-feiras, em março, e começou a exibiçao pós-greve em 22 de abril.
Em 12 de maio de 2008, foi oficialmente renovado um contrato para a segunda temporada.

## Sinopse
Por 20 anos em sua vida, Sam (Bret Harrison, "The Loop", "Grounded for Life") questionou o motivo para seus pais serem tão legais com ele. Mesmo se fosse sobre a escola, esportes ou escolhas profissionais, a mãe (Allison Hossack, "Falcon Beach") e o pai (Andrew Airlie, "The L Word") de Sam sempre o deixaram fazer o que ele quisesse. Como resultado, Sam abandonou a escola, arrumou um emprego sem futuro numa loja de ferramentas local e agora gasta horas incontáveis jogando vídeo game. Tudo em seu mundo despreocupado muda quando Sam completa 21 anos e descobre o verdadeiro motivo para seus pais terem deixado ele perder o controle de sua vida: eles venderam a alma dele para o diabo antes mesmo dele ter nascido.
Embora seus pais arrependidos tentem explicar as circunstâncias que os levaram a vender a alma dele, Sam não consegue pensar em outra coisa a não ser o que irá acontecer com ele. Sam sempre foi o filho problemático, enquanto seu irmão caçula, Keith (Kyle Switzer), sempre foi pressionado a só tirar notas 10 na escola, ser bem sucedido em qualquer esporte e entrar para todos os clubes. Keith ressente pela boa vida que Sam sempre teve, e Sam não consegue ajudar, a não ser ter ciúme pelas conquistas de Keith. O que nenhum dos irmãos consegue entender é que as vidas deles foram definidas por forças que nenhum deles nem sequer começaram a entender.
Quando o diabo em pessoa (Ray Wise, "24 Horas", "The Closer") aparece para explicar para Sam porque ele agora é o caçador de recompensas dele, procurando todas as almas do mal que escaparam para devolvê-las ao inferno, Sam se recusa a aceitar seu destino bizarro. Mas após ter uma pequena ideia do temperamento do diabo, ele descobre que quebrar um acordo com o diabo terá conseqüências muito, muito ruins. Apesar disso, Sam está fascinado pelo charme do diabo e os incessantes elogios dele de que Sam tem muito potencial.
Armado com diversos equipamentos que mudam constantemente — começando por um "mini-aspirador de almas do diabo" — para capturar as almas que fugiram do inferno, Sam descobre que seu novo trabalho é perigoso e assustador, mesmo com a ajuda meio tola de seus amigos e colegas de trabalho Bert "Sock" Wysocki (Tyler Labine, "Justiça Sem Limites", "Invasion") e Ben (Rick Gonzalez, "Boston Public"), além da ex-namorada de Sock que se tornou advogada, Josie (Valarie Rae Miller, "Dark Angel"). Sock é o melhor amigo de Sam e um estranho modelo a ser seguido por muitos anos e foi a primeira pessoa que Sam procurou para contar as novidades sobre o seu novo trabalho com o diabo. Um eterno adolescente, Sock é completamente feliz com sua vida e seu trabalho na loja de ferramentas, onde ele vive incomodando o sub-gerente, Ted (Donavon Stinson, "Quarteto Fantástico"). Sock acha a novidade de Sam totalmente irada e está feliz em ajudar nas tarefas infernais dele. Ben, por outro lado, imediatamente levanta a seriedade da situação de Sam. Um estudante universitário e filho de um reverendo, Ben também está ao lado de Sam para ajudá-lo, mas ele sabe que lidar com o diabo não é nenhuma brincadeira.
Sam sabe que ele terá que se esforçar para esconder sua nova identidade da pessoa que mais importa para ele neste mundo: sua inteligente e bela colega de trabalho, Andi (Missy Peregrym, "Heroes", "life as we know it"). Devido à sua falta de auto-confiança, Sam tem amado Andi à distância, apesar das constantes dicas de Sock para que ele a convidasse para um encontro. Andi foi embora quando entrou na universidade, mas retornou para casa para ajudar sua mãe após a morte do pai dela. Agora ela está presa a um trabalho seguro e a uma amizade segura com Sam.
Embora a vida tenha repentinamente se tornado estranha e assustadora, Sam está surpreso por descobrir que ele de alguma forma sente-se bem com sua recém-descoberta "missão" — remover o mal do mundo e mandá-los de volta para o lugar aonde eles pertencem. Quando ninguém esperava nada dele, Sam nunca teve que se esforçar para fazer nada. Agora, com seus amigos e seu equipamento da semana ao seu lado, Sam está pronto para enfrentar o seu destino como o ceifeiro. 

## Personagens

### Principais

#### Sam Oliver
O protagonista da série, Sam Oliver (desempenhado pelo Bret Harrison), graças a uma operação feita por seus pais antes de ele nasceu, se torna um caçador graça para o Diabo quando ele completa 21 anos. Ele tem grande amizade por sua colega de trabalho Andi, que parece ser retribuída.
Sam inicialmente pensava que ele foi imediatamente condenado a ser arrastado para baixo, para o inferno, mais tarde é informado pelo Diabo que ele é obrigado a trabalhar como um caçador de almas na Terra para o resto de sua vida. Ele recolhe agora almas para o Diabo utilizando vários objetos (que variam de acordo com o episódio), com a ajuda dos seus melhores amigos.

#### Bert "Sock" Wysocki
O menos empenhado vendedor da Work Bench, Bert "Sock" Wysocki (imterpretado por Tyler Labine) passa a maior parte do seu tempo dormindo nas prateleiras do estoque. Ele tem uma tendência a rir, quando se vê em condições desconfortáveis, e não está nem ai em cometer pequenos delitos em suas tentativas de melhorar a sua vida.

#### Diabo
Fala suave. Conhecido como "Jerry Belvedere" para aqueles que não têm qualquer ideia de sua verdadeira identidade, o Diabo (interpretado por Ray Wise) afirma que os direitos da alma de Sam, graças a um acordo que fez com os pais antes dele nascer, são dele. Ele está determinado a fazer tanto quanto Deus pode fazer, até ao fim. Ele também convence Sam que ele está a fazer o bem por limpar o mundo do mal.
Embora o Diabo nunca haja manifestado completa raiva, em alguns episódios mostra do que é capaz caso Sam nao faça aquilo o que ele deseja.
O Diabo tem poderes sobrenaturais, e, muitas vezes, teleporta o inocente Sam para locais que servem para exemplificar qualquer assunto que ele deseje falar. Ele também tem um hábito de dar a Sam "motivação" na captura das Almas, normalmente, informando-lhe que alguém morreu(ou está prestes a morrer) um hábito que geralmente obtém resultados aceitáveis; este hábito se tornou menos exibido em episódios mais tarde.

## Criadores
Michele Fazekas ("Ed", "Law & Order: Special Victims Unit") e Tara Butters ("Ed", "Law & Order: Special Victims Unit").

## Produtores
Michele Fazekas, Tara Butters, Mark Gordon ("Grey's Anatomy", "Criminal Minds"), Deborah Spera ("Criminal Minds") e Tom Spezialy ("Desperate Housewives")/Fazekas-Butters Productions, The Mark Gordon Company e ABC Studios.

## Estreia
EUA: 25 de setembro de 2007 - Exibido pela CW
BRASIL: 20 de junho de 2008 - Exibido pela Universal Chanel

## Elenco
- Bret Harrison - Sam Oliver
- Tyler Labine - Sock
- Andrew Airlie - Mr. Oliver
- Missy Peregrym - Andi
- Valarie Rae Miller - Josie
- Allison Hossack - Mrs. Oliver
- Ray Wise - O Diabo
- Rick Gonzales - Ben
- Kyle Switzer - Keith Oliver